# ミロイコ・スパイッチ
ミロイコ・スパイッチ（モンテネグロ語: Milojko Spajić, モンテネグロ語キリル・アルファベット: Милојко Спајић; 1987年9月24日 - ） は、モンテネグロの政治家、金融エンジニア。同国首相、中道派のヨーロッパ・ナウ!党首を務める。

## 来歴
プリェヴリャ・ギムナジウムを優秀な学生の一人として卒業し、日本政府の奨学生として大阪大学で1年間学んだ後、2008年から埼玉大学経済学部で計量経済学を学び、2012年に卒業。在学中の2010年にはNRI学生小論文コンテスト優勝賞を受賞。交換留学プログラムの一環として清華大学にも留学。フランスのHECパリビジネススクールで奨学金を得て修士号を取得。卒業後は米国のウォール街やパリ、東京など各地で働く。政界に入る前、ゴールドマン・サックスで専属証券アナリストとしての勤務経験がある。
2020年より無党派の政治家として政治キャリアをスタートさせ、2020年の議会選挙ではズドラヴコ・クリヴォカピッチの専門家チームのメンバーを務めた。彼のモンテネグロへの帰国の主な理由を争点となっている宗教の自由に関する法律の採択であり、この法律はモンテネグロの体制にいかに多くの問題が蓄積しているかを解決するために戻ったと述べた。状況が改善するまでモンテネグロから出国するつもりはなく、8世紀にわたって存在し、モンテネグロ人の大部分が信頼しているセルビア正教会のような政教分離に反した国家を投資家は信じないと付け加えた。
2020年12月4日に財務・社会福祉大臣に就任し、ズドラヴコ・クリヴォカピッチ首相の下で務める。任期中、スパイッチと経済大臣ヤコフ・ミラトヴィッチは物議を醸した「ヨーロッパ・ナウ!」経済改革プログラムを提示し、実施した（以後、政党名称としても使用）。議会危機を受けて、クリヴォカピッチ首相はモンテネグロ議会にドリタン・アバゾビッチ副首相の解任を求める発議を提出し、後任にスパイッチを副首相に就くことを提案したと発表。
スパイッチは2023年大統領選挙でモンテネグロ大統領に立候補しようとしたが、セルビアとモンテネグロの二重国籍であることが判明し、州選挙管理委員会によって立候補を拒否される。2023年4月26日、スパイッチがPES（ヨーロッパナウ!の事）の選挙人名簿のトップに就任することが確認された。選挙期間中、ドリタン・アバゾビッチ首相とフィリップ・アジッチ内務大臣は、2023年3月にモンテネグロで逮捕された韓国の仮想通貨開発者ドー・クォンと関係が疑われているスパイッチを非難。2023年6月11日の総選挙でモンテネグロ議会で最多の議席を獲得。選挙後、クォンはスパイッチを資金的に支援したことはないと否定。同年8月10日、ミラトヴィッチ大統領はスパイッチに新政権樹立の委任する。10月31日に議会が新内閣を賛成46、反対19票で承認し、スパジッチ内閣が発足された。

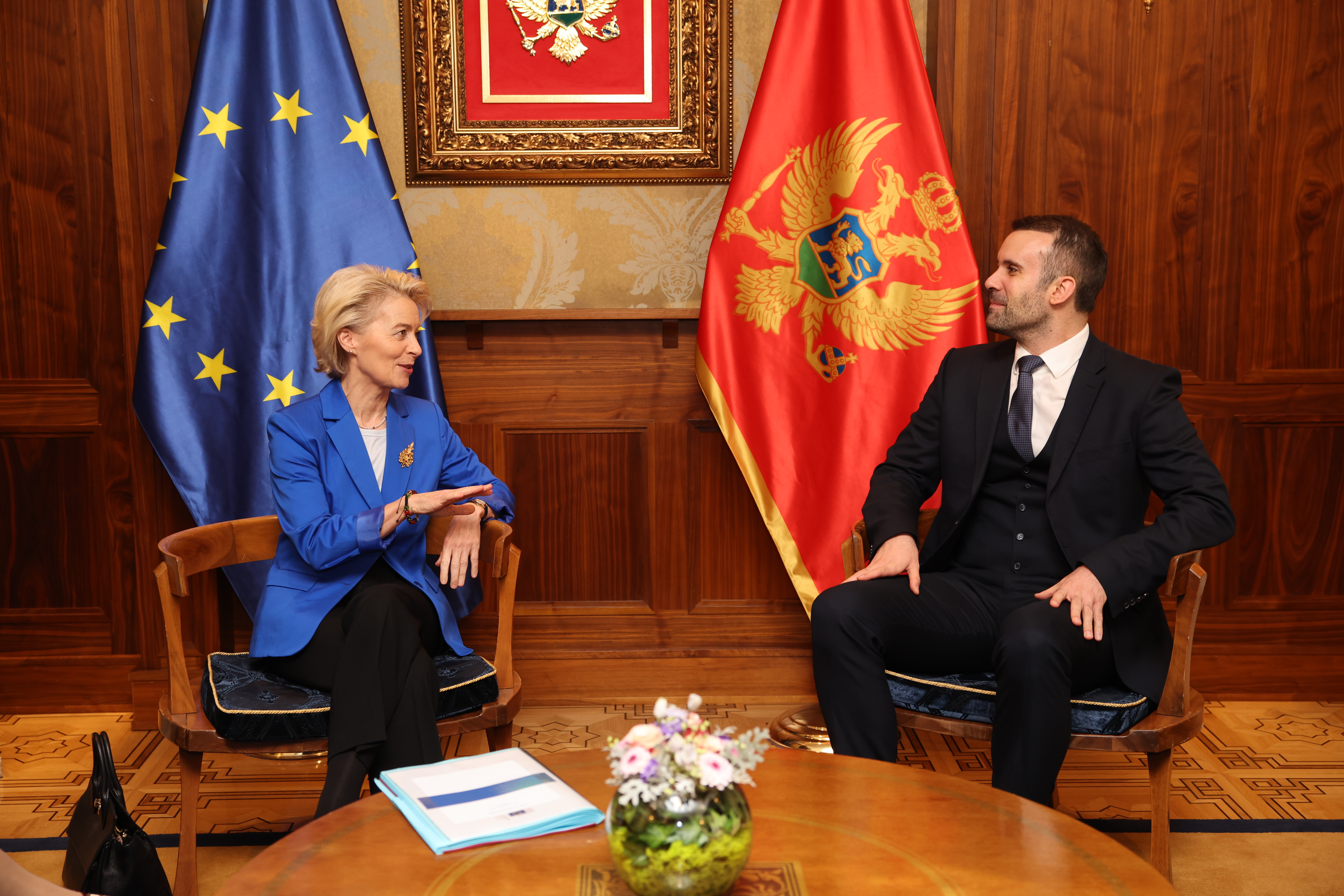
左:欧州委員会ウルズラ・フォン・デア・ライエン委員長（2023年10月31日）

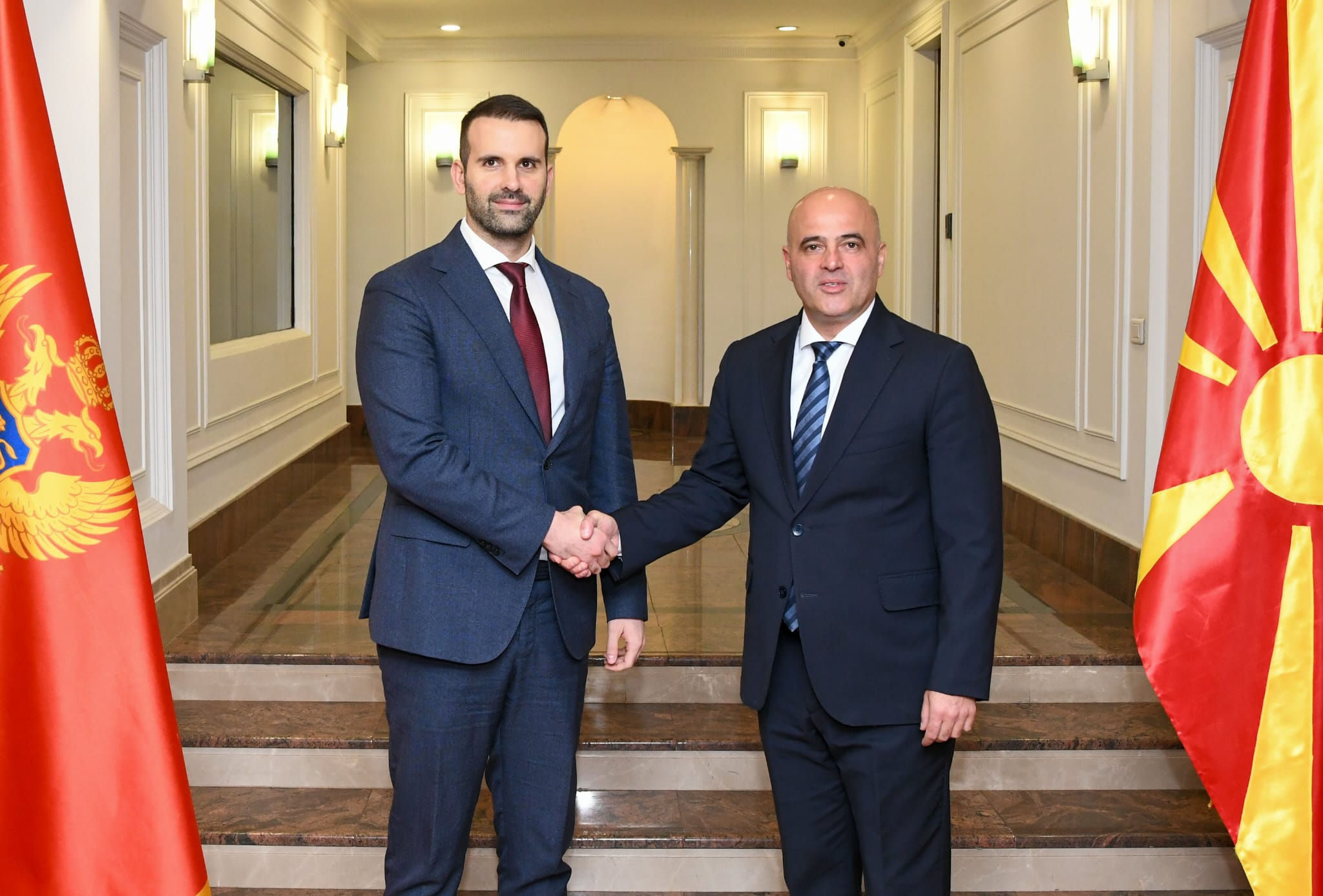
右:マケドニアのディミタル・コバチェフスキ首相（2023年11月21日）

エクアドルの大統領ダニエル・ノボア、ブルキナファソの大統領イブラヒム・トラオレに次いで若い現職国家指導者である。

## 人物
母国語のセルビア語に加えて、英語、日本語、中国語、ロシア語、フランス語が堪能である。元妻との間に娘が1人いる